# Ressortområde
Et ressortområde er en betegnelse for det område, som en given offentlig myndighed, eksempelvis et ministerium eller en forvaltning i en kommune, administrerer og dermed har ansvaret for.
Ressortområder justeres ofte ved regeringsændringer eller -dannelser – således blev Velfærdsministeriet oprettet efter regeringsdannelsen i november 2007 med et ressortområde, der tidligere var placeret hos Socialministeriet, Indenrigs- og Sundhedsministeriet, Familie- og Forbrugerministeriet og Økonomi- og Erhvervsministeriet.